# 元衍 (东海王)
元衍，北魏宗室。他是魏献文帝的曾孙，北海王元详之孙，东海郡王元顼的儿子。
元衍的伯父元颢投靠南梁，在陈庆之的协助下，攻克洛阳，一度称帝。元颢败亡，元顼被魏孝庄帝处决于都市。魏孝武帝即位后，追赠元顼官爵。元衍袭封为东海王，东魏武定年间，元衍官至通直散骑侍郎，齐文宣帝接受魏孝静帝禅让，北齐建立，他的爵位按例降低。